# ガウチョ (アルバム)
『ガウチョ』(Gaucho)は、スティーリー・ダンが1980年にMCAレコードからリリースした7作目のアルバム。

## 概要
前作『彩（エイジャ）』の成功を受け、本作のレコーディングには1億円近くの費用が投入された。1981年7月から1991年10月までの10年間の活動停止以前に発表されたアルバムである。1980年に発表されたこのアルバムは、2000年に『トゥー・アゲインスト・ネイチャー』が発表されるまで、同バンド最後のスタジオ収録アルバムであった。
当初「The Second Arrangement」という曲が収録される予定となっており、最終ミックス・ダウンまで完了していたらしいが、当時のアシスタントが誤ってマスター・テープを消去してしまった。再度録り直しを試みたものの満足のいく仕上がりとならず、やむを得ず以前から存在していた「サード・ワールド・マン」を急遽収録した。
タイトル・トラック「ガウチョ」については、ピアニストのキース・ジャレットが作曲した「Long As You Know You're Living Yours」に酷似していると、ジャレットは盗作の訴えを起こした。フェイゲンとベッカー自身はそのことを認め、その結果彼の名が同曲の作者としてクレジットされることとなった。
レコーディングの終盤にウォルター・ベッカーが交通事故で入院してしまい、急遽スティーヴ・カーンによりギター・パートをオーバー・ダビングすることになった。ミックス・ダウンも大幅に遅れてしまう。この他、レコード会社の移籍問題に寄るアルバムの権利をめぐる議論等と様々な問題が起きた。
トラブルに見舞われながらも、このアルバムはチャートの9位に入賞し、プラチナアルバムを獲得した。収録曲の「ヘイ・ナインティーン」は、シングル・チャートの10位に入賞した。

## 収録曲
記載があるものを除いて全曲Walter BeckerとDonald Fagen作詞・作曲。
1. バビロン・シスターズ - Babylon Sisters 5:49
2. ヘイ・ナインティーン - Hey Nineteen 5:06
3. グラマー・プロフェッション - Glamour Profession 7:28
4. ガウチョ - Gaucho （Walter Becker, Donald Fagen, Keith Jarrett） 5:30
5. タイム・アウト・オブ・マインド - Time Out of Mind 4:11
6. マイ・ライヴァル - My Rival 4:30
7. サード・ワールド・マン - Third World Man 5:14

## レコーディング・メンバー

### スティーリー・ダン
- ウォルター・ベッカー - ベース、ギター、リラ、ボーカル
- ドナルド・フェイゲン - オルガン、シンセサイザー、キーボード、リラ、エレクトリックピアノ、ボーカル

### スタジオ・ミュージシャン

#### BABYLON SISTERS
- Drums: Bernard Purdie
- Bass: Chuck Rainey
- Electric Piano/Clavinet: Don Grolnick
- Guitar: Steve Khan
- Percussion: Crusher Bennett
- Trumpet/Flügelhorn: Randy Brecker
- Tenor/Alto/Clarinet: Tom Scott
- Bass Clarinets: George Marge, Walter Kane
- Backup Vocals: Leslie Miller, Patti Austin, Toni Wine, Lani Groves, Diva Gray, Gordon Grody
- Horns arranged by Rob Mounsey

#### HEY NINETEEN
- Drums: Rick Marotta
- Bass: Walter Becker
- Piano / Synthesizer: Donald Fagen
- Guitars: Hugh McCracken, Walter Becker
- Percussion: Victor Feldman; Steve Gadd
- Backup Vocals: Frank Floyd, Zack Sanders Elect

#### GLAMOUR PROFESSION
- Drums: Steve Gadd
- Bass: Anthony Jackson
- Electric Piano / Synthesizer: Donald Fagen
- Piano: Rob Mounsey
- Guitar: Steve Khan
- Percussion: Ralph McDonald
- Tenor: Michael Brecker
- Tenor/Lyricon: Tom Scott
- Backup Vocals: Leslie Miller, Valerie Simpson, Frank Floyd, Zack Sanders
- Horns arranged by Tom Scott

#### GAUCHO
- Drums: Jeff Porcaro
- Bass: Walter Becker
- Piano: Rob Mounsey
- Electric Piano / Synthesizer: Donald Fagen
- Guitar: Steve Khan
- Solo Guitar: Walter Becker
- Percussion: Crusher Bennett
- Tenor: Tom Scott
- Trumpet: Randy Brecker
- Backup Vocals: Leslie Miller, Valerie Simpson, Patti Austin
- Horns arranged by Tom Scott

#### TIME OUT OF MIND
- Drums: Rick Marotta
- Bass: Walter Becker
- Piano: Rob Mounsey
- Electric Piano / Synthesizer: Donald Fagen
- Guitars: Hugh McCracken, Walter Becker
- Solo Guitar: Mark Knopfler
- Trumpet: Randy Brecker
- Tenors: Michael Brecker, Dave Tofani
- Altos: David Sanborn
- Baritone: Ronny Cuber
- Backup Vocals: Michael McDonald, Leslie Miller, Patti Austin, Valerie Simpson
- Horns arranged by Rob Mounsey

#### MY RIVAL
- Drums: Steve Gadd
- Bass: Anthony Jackson
- Electric Piano: Patrick Rebillot
- Organ/Synthesizer: Donald Fagen
- Guitars: Hiram Bullock, Rick Derringer
- Solo Guitar: Steve Khan
- Percussion: Ralph McDonald
- Timbales: Nicholas Marrero
- Flügelhorn: Randy Brecker
- Tenor: Michael Brecker
- Tenor/Lyricon:Tom Scott
- Trombone: Wayne Andre
- Backup Vocals: Valerie Simpson, Frank Floyd, Zack Sanders
- Horns arranged by Tom Scott

#### THIRD WORLD MAN
- Drums: Steve Gadd
- Bass: Chuck Rainey
- Electric Piano: Joe Sample
- Electric, Acoustic Guitars: Steve Khan
- Solo Guitar: Larry Carlton
- Synthesizer: Rob Mounsey

## 制作
- プロデューサー：ゲイリー・カッツ、シャリー・ヤング
- エグゼクティブプロデューサー：ポール・ビショウ、ロジャー・ニコルズ
- エグゼクティブエンジニア：ロジャー・ニコルズ

## その他の話題
- バンドのメンバーは、マーク・ノップラーが自身のヒット曲「悲しきサルタン」を演奏しているのを聞いて、彼に収録曲「タイム・アウト・オブ・マインド」でソロを演奏してくれるように頼んだ。
- ジェフ・ポーカロは、「バビロン・シスターズ」や「安らぎの家」に代表されるパーディのリズムパターン（パーディシャッフル）とレッド・ツェッペリンの「フール・イン・ザ・レイン」におけるジョン・ボーナムのハーフタイムシャッフル、ボ・ディドリーのビートをとりいれ、TOTOの曲「ロザーナ」のリズムを作ったと自ら出演する教則ビデオで語っている。